# Woody Woodpecker
Woody Woodpecker (o Woody Picot a Canal 9) és un personatge animat de ficció que apareixia als curts animats de l'studio de Walter Lantz i distribuïts per Universal Studios. entre 1940 i 1972. Woody és un Melanerpes formicivorus i va ser creat el 1940 per Lantz i l'artista de storyboards Ben Hardaway, creador també de Bugs Bunny i Daffy Duck, de la Warner Brothers.
La veu de Woody va ser doblada originalment per Mel Blanc, que va ser succeït als curts per Danny Webb, Kent Rogers, Dick Nelson, el mateix Ben Hardaway i finalment Grace Stafford, esposa de Walter Lantz.
La primera aparició de Woody Woodpecker va ser al curt d'Andy Panda Knock Knock, el 25 de novembre de 1940, si bé l'èxit de l'esbojarrat pardal va fer que passara a protagonitzar la seua pròpia sèrie de curts, el primer dels quals s'anomenaria com el personatge, Woody Woodpecker, i seria emés per primera vegada el 7 de juny de 1941. Els curts de Woody Woodpecker s'emetrien als cinemes fins a la dècada dels 70, quan es deixarien d'estrenar nous curtmetratges protagonitzats pel personatge, si bé des dels anys 50 molts curts serien reemesos a televisió, al Show de Woody Woodpecker, i als anys 90 el personatge protagonitzaria una nova sèrie televisiva. La frase més característica d'aquest esbojarrat personatge era Guess Who? (endevina qui), i la repetia a l'inici de cada curt, seguida de la seua inconfusible rialla.
Woody Woodpecker té una estrella al Passeig de la Fama de Hollywood.